# Àcid melític
L'àcid melític, també anomenat àcid grafític, àcid benzèhexacarboxílic o àcid 1,2,3,4,5,6-benzèhexacarboxílic, és un àcid altament simètric que cristal·litza en fines agulles sedoses, incolores, que s'obtenen per oxidació del grafit o del carbó de fusta per àcid nítric i és soluble en aigua i alcohol. La seva sal d'alumini C12O12Al2·18H2O és el mineral melita, que es troba als jaciments de carbó.
Fou descobert per primera vegada l'any 1799 per Martin Heinrich Klaproth en la mellita mineral, que és la sal d'alumini de l'àcid.
L’àcid melític ha estat utilitzat per construir 50 compostos de coordinació polimèrics amb metalls de transició.
S'utilitza com a agent d'efecte matriu per estudiar la cinètica del transport de soluts a través de pel·lícules de polímer. S'ha utilitzat com a pel·lícula de substrat per estudiar la interacció entre ions metàl·lics i polímers mitjançant espectrometria de fluorescència. S'ha demostrat que l'àcid melític té propietats antimicrobianes a causa del grup hidroxil de la llauna d'àcid melític que forma enllaços d'hidrogen amb els grups d'àcid carboxílic dels polímers.

## Estructura
La conformació estable d'aquesta molècula fa girar els grups d'àcid carboxílic fora del pla de l'anell benzè central. La molècula adopta una conformació semblant a una hèlix en la qual la inclinació de cada grup d'àcid carboxílic en relació amb l'anell de benzè central varia a causa de l'enllaç d'hidrogen intramolecular.

## Preparació
L'àcid melític es pot preparar escalfant la mellita amb carbonat d'amoni, fent bullir l'excés de sal d'amoni i afegint amoníac a la solució. L'alúmina precipitada es filtra, el filtrat s'evapora i la sal d'amoni de l'àcid es purifica per recristal·lització. Aleshores, la sal d'amoni es converteix en sal de plom per precipitació amb acetat de plom, i la sal de plom es descompon després per sulfur d'hidrogen. L'àcid també es pot preparar per oxidació de carboni pur, grafit o hexametilbenzè, per permanganat de potassi alcalí en fred o per àcid nítric concentrat en calent.

## Reaccions
És un compost molt estable; el clor, l'àcid nítric concentrat i l'àcid hidròdic no hi reaccionen. Es descompon, per destil·lació en sec, en diòxid de carboni i àcid piromel·lític, C10H6O8; quan es destil·la amb calç dona diòxid de carboni i benzè. La llarga digestió de l'àcid amb un excés de pentaclorur de fòsfor forma el clorur àcid, que cristal·litza en agulles i es fon a 190 °C. En escalfar la sal d'amoni de l'àcid a 150-160 °C mentre es desenvolupa amoníac, una barreja de paramida (mellimida, fórmula molecular C6(CONHCO)3, i s'obté encruat d'amoni. La mescla es pot separar dissolent l'eucroat d'amoni amb aigua. La paramida és una pols amorf blanca, insoluble en aigua i alcohol.
L'elevada estabilitat de les sals d'àcid melític i la seva presència com a producte final de l'oxidació dels hidrocarburs aromàtics policíclics, presents al sistema solar, les converteixen en una possible substància orgànica al sòl marcià.
Els mellitats (i les sals d'altres àcids policarboxílics benzènics) de ferro i cobalt tenen propietats magnètiques interessants.